# 裴氏明怀
裴氏明怀（發音：[ʔɓuj˨˩ tʰi˧˨ʔ mïŋ˧˧ hwaːj˨˩]；1965年1月19日—），河南青廉人，越南政治人物，现任越共中央政治局委员、河内市委书记。

## 生平
裴氏明怀早年在家乡河南省任职，曾任越共河南省委常委、民运部部长；越共府里市委书记等职务。2008年调任中央，担任越南农民协会副主席；2011年，在越南共产党第十一次全国代表大会上，当选为越共中央委员、中央检查委员会副主任。
2016年，裴氏明怀在越共十二大上，继续当选为越共中央委员、中央检查委员会副主任。2021年1月，在越共十三大上，当选越共第十三届中央书记处书记，并于同年4月8日出任越共中央民运部部长。2024年5月，她获任越共中央政治局委员。同年7月起转任越共河内市委书记，卸任中央书记处书记和民运部部长。